# Kennards House
Kennards House – wieś w Anglii, w Kornwalii. Leży 97 km na północny wschód od miasta Penzance i 317 km na zachód od Londynu.